# Кочо Десано
Кочо Вангелов Десановски, известен като Десано е югославски партизанин и деец на НОВМ.

## Биография
Роден е през 1920 година в Битоля. Работи като производител на столове. След превземането на Битоля Десано влиза в ЮКП. Подпомага създаването на Битолския народоосвободителен партизански отряд „Пелистер", като подсигурява каналите по които се събират желаещите за партизани над село Лавци. По-късно е арестуван и осъден на смърт чрез обесване. Присъдата е изпълнена в Скопие..